# Carlos Fernandes
Carlos, właśc. Carlos Alberto Fernandes (ur. 18 grudnia 1979 w Kinszasie) – angolski piłkarz grający na pozycji bramkarza. Posiada także obywatelstwo portugalskie.

## Kariera klubowa
Carlos pochodzi z Kinszasy, ale w młodym wieku wyemigrował do Portugalii. Tam też rozpoczął karierę piłkarską w klubie UD Vilafranquense. W jego barwach występował w drugiej lidze. W 2001 roku odszedł do SC Campomaiorense, a w sezonie 2002/2003 grał w trzecioligowym zespole Amora FC. Z kolei w kolejnym sezonie bronił bramki FC Felgueiras. W 2004 roku przeszedł do Boavisty Porto. 25 września 2004 roku zadebiutował w niej w przegranym 1:2 wyjazdowym meczu Primeira Liga z Marítimo Funchal. W Boaviście grał do końca 2005 roku.
Na początku 2006 roku Carlos został zawodnikiem Steauy Bukareszt. W pierwszej lidze rumuńskiej swój debiut zanotował 12 marca 2006 w zremisowanym 0:0 meczu z FC Argeș Pitești. W zespole Steauy rywalizował o miejsce w składzie z Białorusinem Wasilijem Chamutouskim. W 2006 roku wywalczył ze Steauą mistrzostwo Rumunii, a w 2007 – wicemistrzostwo.
W 2007 roku Carlos wrócił do Boavisty, a w 2008 roku przeszedł do irańskiego Fuladu Ahwaz, gdzie był pierwszym bramkarzem. W połowie 2009 roku ponownie powrócił do ligi portugalskiej. Został piłkarzem Rio Ave FC, w którym po raz pierwszy wystąpił 16 sierpnia 2009 w meczu z União Leiria (1:1).
W 2010 roku Carlos odszedł do tureckiego Bucasporu. Następnie grał w drugiej lidze portugalskiej w zespołach CD Feirense oraz Moreirense FC, a w 2015 roku przeszedł do angolskiego Recreativo Caála.
| Sezon   | Klub              | Kraj       | Rozgrywki       | Mecze | Bramki |
| ------- | ----------------- | ---------- | --------------- | ----- | ------ |
| 1998/99 | UD Vilafranquense | Portugalia | Liga de Honra   | ?     | 0      |
| 1999/00 | UD Vilafranquense | Portugalia | Liga de Honra   | 30    | 0      |
| 2000/01 | UD Vilafranquense | Portugalia | Liga de Honra   | 35    | 0      |
| 2001/02 | SC Campomaiorense | Portugalia | Liga de Honra   | ?     | 0      |
| 2002/03 | Amora FC          | Portugalia | III. liga       | 14    | 0      |
| 2003/04 | FC Felgueiras     | Portugalia | Liga de Honra   | 33    | 0      |
| 2004/05 | Boavista FC       | Portugalia | Primeira Liga   | 21    | 0      |
| 2005/06 | Boavista FC       | Portugalia | Primeira Liga   | 12    | 0      |
| 2005/06 | Steaua Bukareszt  | Rumunia    | Divizia A       | 13    | 0      |
| 2006/07 | Steaua Bukareszt  | Rumunia    | Divizia A       | 17    | 0      |
| 2007/08 | Boavista FC       | Portugalia | Primeira Liga   | 2     | 0      |
| 2007/08 | Fulad Ahwaz       | Iran       | Iran Pro League | 2     | 0      |
| 2008/09 | Fulad Ahwaz       | Iran       | Iran Pro League | 29    | 0      |
| 2009/10 | Rio Ave FC        | Portugalia | Primeira Liga   | 28    | 0      |
| 2010/11 | Bucaspor          | Turcja     | Süper Lig       | 14    | 0      |
| 2012/13 | CD Feirense       | Portugalia | Segunda Liga    | 11    | 0      |
| 2013/14 | Moreirense FC     | Portugalia | Segunda Liga    | 16    | 0      |

## Kariera reprezentacyjna
W reprezentacji Angoli Carlos zadebiutował 18 listopada 2009 roku w zremisowanym 0:0 towarzyskim meczu z Ghaną. W 2010 roku został powołany do kadry na Puchar Narodów Afryki 2010, gdzie stał się podstawowym bramkarzem Angoli.